# Fitzroy Crossing Airport
Fitzroy Crossing Airport är en flygplats i Australien. Den ligger i kommunen Derby-West Kimberley och delstaten Western Australia, omkring 1 800 kilometer nordost om delstatshuvudstaden Perth. Fitzroy Crossing Airport ligger 112 meter över havet.
Trakten runt Fitzroy Crossing Airport är nära nog obefolkad, med mindre än två invånare per kvadratkilometer.. Närmaste större samhälle är Fitzroy Crossing, nära Fitzroy Crossing Airport.
Trakten runt Fitzroy Crossing Airport består i huvudsak av gräsmarker. Genomsnittlig årsnederbörd är 806 millimeter. Den regnigaste månaden är januari, med i genomsnitt 268 mm nederbörd, och den torraste är augusti, med 1 mm nederbörd.